# Успантомар
Успантомар (каз. Аспантұмар) — озеро в Костанайском районе Костанайской области Казахстана. Находится в 12 км к северо-западу от села Ломоносовка.
По данным топографической съёмки 1944 года, площадь поверхности озера составляет 1,23 км². Наибольшая длина озера — 1,4 км, наибольшая ширина — 1,2 км. Длина береговой линии составляет 4,2 км, развитие береговой линии — 1,06. Озеро расположено на высоте 209,2 м над уровнем моря.